# Mind.in.a.box
mind.in.a.box ist ein Future-Pop-Projekt, das 2002 gegründet wurde.

## Biografie
mind.in.a.box wurde von den Österreichern Stefan Poiss und Markus Hadwiger gegründet. Ersterer zeichnet für Musik und Gesang, letzterer für die Texte verantwortlich. Ihr Musikstil kann als eine Kreuzung aus Techno und Electropop mit Ambient- und Tranceeinflüssen beschrieben werden, hat sich seit 2010 aber zunehmend auch Einflüssen aus anderen Genres geöffnet.

### Musik
Stellte die Musik anfangs noch eine rein elektronische Melange dar, die verschiedene Einflüsse, unter anderem von Künstlern wie Kraftwerk, Yello und Jean Michel Jarre, und aus dem Electro- und Futurepopbereich vereinte, entwickelte sich die Stilpalette der Band mit jedem neuen Album weiter. Nach und nach flossen auch akustische Elemente wie Drums, Pianos und Gitarren in die Musik ein, und mittlerweile scheut die Band auch nicht mehr vor orchestralen, soundtrackartigen Arrangements zurück. Unverwechselbares Markenzeichen der Band ist der häufige Einsatz von Stimmverfremdern, einem Wechsel aus extrem hohen und extrem tiefen Stimmlagen.
Bisher veröffentlichte das Duo die Alben Lost Alone, Dreamweb, Crossroads, R.E.T.R.O., Revelations, Memories, Broken Legacies und Black and White sowie die Singles Certainty, 8 Bits und What Used To Be. Sowohl das Debütalbum als auch der Nachfolger wurde in der Szene viel beachtet: Lost Alone schaffte es auf Platz eins der Deutschen Alternative Charts, Dreamweb auf Platz zwei. Auch What Used To Be konnte sich die Spitzenposition in den DAC sichern.
Auf den Xbox-360-Spielen Crackdown, Project Gotham Racing 3 und Project Gotham Racing 4 ist jeweils ein Titel von mind.in.a.box zu hören. Dies erinnert an die Zeit vor der Gründung des Projektes, in der Stefan Poiss bereits einen Soundtrack für das unter anderem von Markus Hadwiger entwickelte Computerspiel Parsec geschrieben hat. Des Weiteren steuerten sie einen Titel zum Soundtrack des Films Saw II bei.

### Konzept
Das Werk der Band ordnet sich inhaltlich einem Science-Fiction-Konzept unter, das Elemente aus George Orwells Roman 1984, und den Welten von Matrix und Ghost in the Shell enthält. Erzählt wird die Geschichte des Agenten Black und der Gruppe der „Sleepwalker“, Wesen, die zwischen der realen und der Cyberwelt (dem sogenannten „Dreamweb“) hin- und herspringen können. Die Geschichte beginnt damit, dass Black im Auftrag der „Agency“ einen Freund der Sleepwalker verfolgt. Kurz, bevor er am Ziel ist, scheint das Wesen jedoch spurlos zu verschwinden. Black hat versagt, und nachdem die „Agency“ sämtliche Kontakte zu ihm abbricht, Blacks Gedächtnis gelöscht wird, und er nun selbst zum Gejagten wird, entdeckt er, dass auch er die Fähigkeit hat, ins „Dreamweb“ zu gelangen. Er beginnt nun an seiner Bestimmung zu zweifeln und den wahren Hintergründen um die Sleepwalker, die Agency und seines eigenen Schicksals nachzugehen.
Versatzstücke der Geschichte, die mit jedem weiteren Album wächst, finden sich dabei nicht nur im Artwork und den Texten der Band, sondern auch in den Kurzgeschichten des Autors Andreas Gruber, der der Band ein paar seiner Werke widmete.
Im Album "Revelations" schließt er schließlich Bekanntschaft mit den Sleepwalkern, die seine Kontakte und Kenntnisse nutzen wollen, um an entscheidende Informationen über die Agency zu gelangen. Er bricht in die Zentrale der Agency ein, wird jedoch von seinen früheren Kollegen entdeckt, und kann sich nur durch einen Sprung ins Dreamweb vor diesen retten. In der zu diesem Album veröffentlichten Kurzgeschichte erfährt der Leser, dass dies von der Agency geplant war, um den Zugang zum Dreamweb zu finden und die Sleepwalker vernichten zu können. Zudem wird angedeutet, dass beide Organisationen und ihre Leiter eine gemeinsame Vergangenheit verbindet. Ob die Geschichte fortgesetzt wird, ist z. Zt. noch unklar.
Vom ganzheitlichen Konzept der Band losgelöst ist lediglich das Album "R.E.T.R.O." zu betrachten, das sowohl textlich als auch musikalisch eine Hommage auf die Videospiele der 80er Jahre und deren Soundtracks darstellt.

### Liveprojekt
2007 begann Stefan Poiss zusammen mit Roman Stift (Bass), Gerhard Höffler (Drums) und Adam Wehsely-Swiczinsky (Gitarre) an einer Liveumsetzung von mind.in.a.box zu arbeiten. Das Livekonzept mit synchronen Visuals, die die Geschichte um Black transportieren, wurde erstmals vor größerem Publikum beim Arvikafestival (6. Juli 2009) in Schweden dargeboten.
Es folgten Konzerte in Montreal und Oslo beim „Elektrostat Festival“(2. Oktober 2009) und als Supportband von Frontline Assembly.

## Diskografie

### Alben
- Lost Alone (2004)
- Dreamweb (2005)
- Crossroads (2007)
- R.E.T.R.O. (2010)
- Revelations (2012)
- Memories (2015)
- Broken Legacies (2017)
- Dreamweb Trilogy (2020) (LP-Wiederveröffentlichung der ersten drei Alben)
- Black and White (2023)

### Singles
- Certainty (2005)
- What Used To Be (2007)
- 8 Bits (2010)
- Revelations Club.Mixes (2012)
- World Without A Sky (2012)

### Seitenprojekte
- Stefan Poiss – Oldtimer (Videospiel-Soundtrack, 1994)[1]
- Stefan Poiss – Parsec (Videospiel-Soundtrack, 1998–2002)[2]
- Massiv in Mensch feat. Mind.In.A.Box – Supermassive Gravity (Album "Meanwhile back in the Jungle", 2008)
- Loomec – Wie der Wiener (mp3-Download, 2008)
- @VX feat. Mind.In.A.Box – Transformation (Samplerbeitrag, 2009)
- Plainveil feat. Mind.In.A.Box – With you (mp3, 2010)
- Massiv in Mensch feat. @VX & Mind.In.A.Box – Transformation II (Album "Niemand weiß, was die Zukunft bringt", 2011)
- THYX – The Way Home (Stefan Poiss) (Album, 2012)
- THYX – Tape Evidence (mp3, 2012)
- Mind.In.A.Box feat. Ray Koefoed – World without a sky (mp3, 2012)
- THYX feat. Ray Koefoed – Survival instinct (mp3, 2013)
- THYX – Network Of Light (mp3-Single, 2013)
- THYX – Below The City (Album, 2013)
- THYX feat. Ray Koefoed – Ships To War (mp3, 2013)
- Mind.In.A.Box & Friends – Our Own Path (mp3, 2014)
- THYX – Super Vision (Album, 2014)
- THYX – Headless (Album, 2016)
- THYX – Doubt And Regret (mp3, 2017)
- THYX – Bound (mp3, 2017)